# NGC 1089
NGC 1089 (другие обозначения — MCG -3-8-20, NPM1G -15.0147, PGC 10481) — эллиптическая галактика (E) в созвездии Эридан. Открыта Льюисом Свифтом в 1886 году. Описание Дрейера: «очень тусклый, маленький объект круглой формы, юго-восточный из двух», под вторым объектом подразумевается NGC 1083.
Этот объект входит в число перечисленных в оригинальной редакции «Нового общего каталога».